# وادي الزيدي
وادي الزيدي هو وادي طبيعي يقع في سوريا، يمتد من جبل العرب في الشرق حتى قرية زيزون على أطراف وادي اليرموك في الغرب ويقسم مدينة درعا إلى قسمين شمالي وجنوبي.

## تاريخ
يحتوي الوادي على عديد المواقع الأثرية منها الميسري التي تعود للعصر الحجري القديم، بالإضافة لخراب الشحم الذي يحوي عديد الكهوف والمغارات الطبيعية، وموقع تل شهاب الذي يعود تاريخه إلى العصر الكنعاني. كما شًيّد جسر جمرين لعبور الوادي منذ العصر الروماني.
يتضمن الوادي مجاري مائية موسمية تشكل مصدرًا لمياه الشرب في المنطقة، حيث أُقيم سد درعا على طرف المدينة الجنوبي الشرقي ليشكل بحيرة اصطناعية اتسعت لأكثر من 15 مليون متر مكعب من المياه.